# Cacopsylla vondraceki
Cacopsylla vondraceki är en insektsart som först beskrevs av Jan Klimaszewski 1963.  Cacopsylla vondraceki ingår i släktet Cacopsylla och familjen rundbladloppor. Inga underarter finns listade i Catalogue of Life.